# Batriasymmodes parki
Batriasymmodes parki är en skalbaggsart som beskrevs av Barr 1987. Batriasymmodes parki ingår i släktet Batriasymmodes och familjen kortvingar. Inga underarter finns listade i Catalogue of Life.